# Reszel
Reszel (niem. Rößel, lit. Rešlius) – miasto w woj. warmińsko-mazurskim, w powiecie kętrzyńskim, siedziba gminy miejsko-wiejskiej Reszel. Położone jest na Pojezierzu Mrągowskim, nad rzeką Sajną, dopływem Gubra wpadającego do Łyny.
Pod względem historycznym Reszel leży na Warmii, na obszarze dawnego pruskiego terytorium Barcji. Miasto z wieloma zabytkami, należące do sieci cittàslow. Według danych GUS z 1 stycznia 2024 r. Reszel liczył 4045 mieszkańców.

## Historia

### Epoka krzyżacka
W 1241 wojska krzyżackie zdobyły gród pruskiego plemienia Bartów, który w tym czasie nosił staropruską nazwę Resel (Reszel). W miejscu zniszczonego grodu postawiono strażnicę. Prusowie rok później, podczas powstania, odbili gród i utrzymali go przez pięć lat. W 1247 gród został ponownie zajęty przez wojska zakonne. Kolejne umocnienia krzyżackie zostały pobudowane dwa lata później i przetrwały do 1261. W tym roku wybuchło II powstanie pruskie. Załoga krzyżacka sama zniszczyła gród i wycofała się najprawdopodobniej do Braniewa. Powstanie upadło w 1273.
Już w 1243 papież Innocenty IV zlikwidował biskupstwo pruskie i ustanowił na tych ziemiach diecezje: chełmińską, pomezańską, warmińską i sambijską. Na mocy tego postanowienia, dwie trzecie ziem z każdej diecezji miało należeć do zakonu krzyżackiego a jedna trzecia do biskupów. Przez ciągłe walki powstańcze, najazdy jaćwińskie i litewskie, ziemie wokół Reszla wraz ze strażnicą mogły przejść pod panowanie biskupie w 1275. Reszel już w 1254 przypadł biskupowi warmińskiemu – w dokumentach wymieniany jako „castrum Ressel”
W 1300 mieszczanie z Braniewa założyli przy strażnicy osadę handlową. Jej szybki rozwój pozwolił kapitule warmińskiej i wójtowi biskupiemu Henrykowi z Lutr na wystawienie 12 lipca 1337 przywileju lokacyjnego na prawie chełmińskim. Pierwszym sołtysem (burmistrzem) został braniewski mieszczanin Eleus. Miasto budowane było według wcześniej ustalonego planu. Posiada zachowany średniowieczny układ urbanistyczny. W 1372 rozpoczęto budowę murów obronnych z basztami i trzema bramami: Wysoką, Królewiecką i Rybacką. W tym czasie Reszel był trzecim co do wielkości miastem Warmii, po Braniewie i Lidzbarku Warmińskim.
Po bitwie pod Grunwaldem Reszel przeszedł pod panowanie Władysława Jagiełły, ale jeszcze jesienią 1410 przywrócono władzę zakonną. W 1440 Reszel przystąpił do antykrzyżackiego Związku Pruskiego założonego w Kwidzynie.

### Królestwo Polskie

Akt oddania się stanów pruskich królowi Kazimierzowi IV Jagiellończykowi i Koronie Królestwa Polskiego, 1454, Archiwum Główne Akt Dawnych

Tajna Rada Związku Pruskiego w dniu 4 lutego 1454 wypowiedziała posłuszeństwo władzom zakonnym. Dwa dni później opanowano większość zamków krzyżackich i biskupich. Obroniły się tylko Malbork, Sztum i Chojnice. Na prośbę Związku Pruskiego w 1454 król Kazimierz IV Jagiellończyk ogłosił włączenie regionu, wraz z Reszlem, do Korony Polskiej. Wojska zakonne rok później opanowały Reszel, biskupom warmińskim przekazały miasto dopiero w 1462. Biskup Paweł Legendorf ponownie poddał całą Warmię Polsce w 1464. Przynależność Warmii do Polski potwierdzono w pokoju toruńskim kończącym wojnę trzynastoletnią, Reszel stał się polskim miastem granicznym.
Z Reszlem związany był biskup Fabian Luzjański. Ojciec jego był burgrabią reszelskim. Przyszły biskup porwany został w 1472 przez podjazd krzyżacki z pobliskich Łężan. Krzyżacy pod murami Reszla zażądali poddania miasta, szantażując, że zabiją dziecko, jeśli bramy miasta nie zostaną otwarte. Dowodzący obroną Paweł z Mgowa Legendorf nie poddał zamku mimo próby przekupstwa, a dziecko zostało jednak odbite i obyło się bez otwierania bram miasta.
Z inicjatywy bpa Łukasza Watzenrodego (wuja Mikołaja Kopernika) w 1505 rozpoczęto budowę nowych murów obronnych i fortyfikacji miasta, które to umocnienia pomogły obronić miasto w 1520 podczas szturmu wojsk zakonnych. Mieszczanie reszelscy dobrze prosperowali w wieku XV i XVI, ale największy rozkwit nastąpił w okresie baroku. Pracowały tu liczne warsztaty malarskie i złotnicze. Sławni byli rzeźbiarze, m.in. Krzysztof Peucker (1662-1735) oraz rodzina Schmidtów.
Wojny polsko-szwedzkie nie spowodowały zniszczeń. Jezuici, wypędzeni z Braniewa w 1631 przejęli zabudowania klasztorne pozostałe po zakonie augustianów i utworzyli kolegium, w którym wykształciło się prawie 6 tysięcy absolwentów. W szkole kształcili się katolicy i protestanci. Jednym z rektorów (w latach 1670–1673) był Mikołaj Slaski. Kolegium w Reszlu miało mecenasa w królu Janie Kazimierzu, który utworzył fundusz stypendialny dla jego uczniów. Na dobrach żywieckich ulokował 100 tys. zł (odpowiadało to 25% rocznych dochodów dominium warmińskiego), z których 6% rocznie przekazywano do Reszla.
Rozwój miasta i zamożność mieszkańców pozwoliła na wykupienie miasta spod władzy biskupiej w 1655 Reszel w okresie baroku znany był jako miasto artystów. Zamek reszelski był jedną z rezydencji ostatniego biskupa warmińskiego Ignacego Krasickiego. W owym czasie w Reszlu funkcję proboszcza pełnił Marcin Krasicki – brat biskupa.

### Zabór pruski

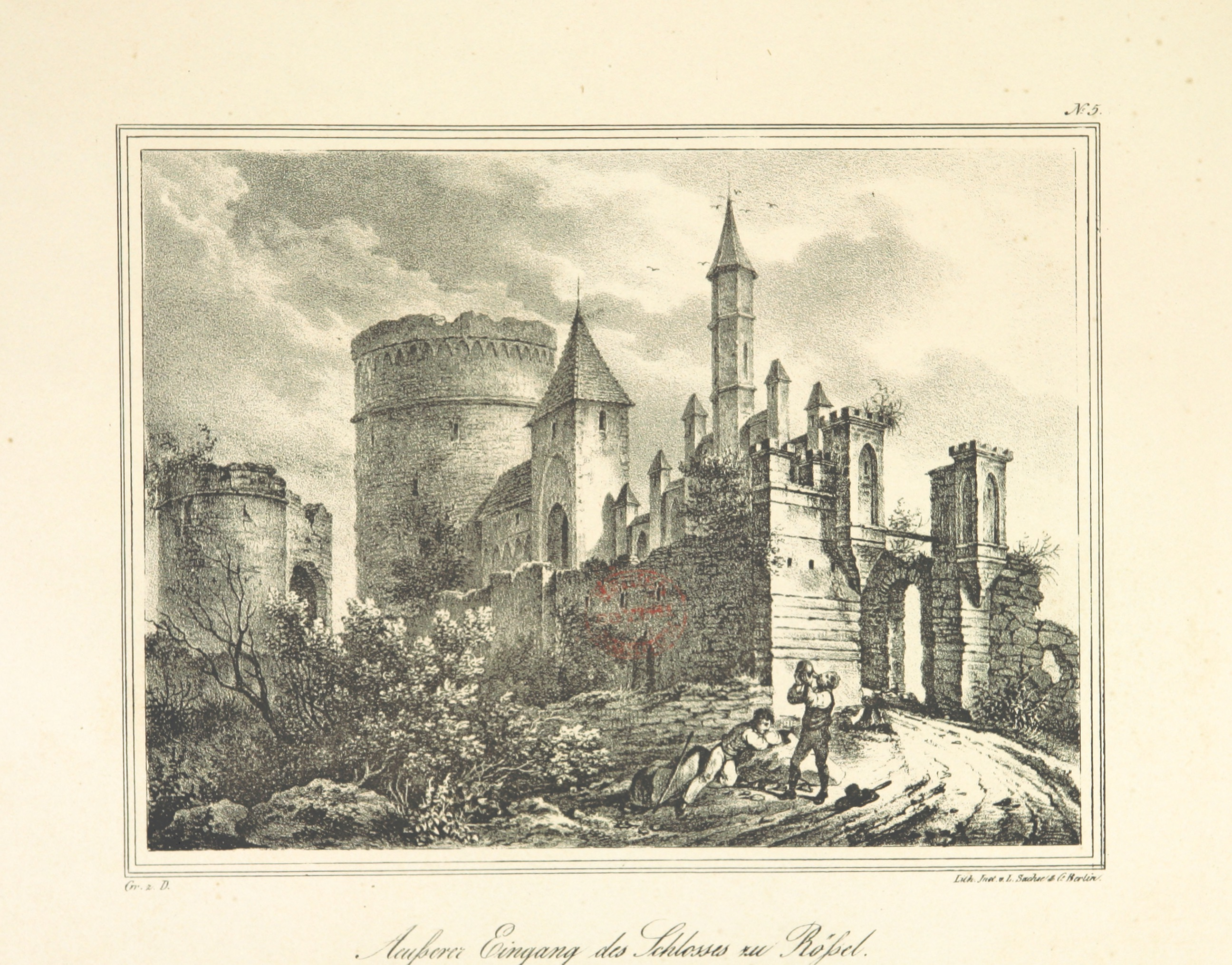
Zamek biskupów warmińskich w XIX w.

Po I rozbiorze Polski Reszel dostał się pod panowanie pruskie. Zamek został przekształcony w więzienie oraz magazyn zboża i spirytusu. W latach 1806 i 1807 dwa kolejne pożary mocno zniszczyły miasto. Prawie całe miasto spłonęło, ocalał m.in. kościół gimnazjalny, jeden z budynków kolegium, wikarówka oraz zamek. By odbudować miasto rozebrano część murów obronnych, zamek został przekazany gminie ewangelickiej. Pomieszczenia w skrzydle południowym zostały przekształcone w zbór. W 1816 r. ukończono budowę ratusza. Kolejne lata to powolny upadek miasta, powodowany m.in. pożarami (w 1841 i 1917). W 1914 r. miasto zajęli Rosjanie. W 1917 spłonęła część kamieniczek przy rynku.
21 sierpnia 1811 w Reszlu miał miejsce ostatni w Królestwie Prus, a także ostatni w Europie przypadek spalenia czarownicy na stosie. Ofiarą była Barbara Zdunk. Oskarżano ją jednak nie tylko o czary, ale przede wszystkim o podpalenie, bowiem w 1807 na zamku miał miejsce pożar, którego przyczyny pozostają niejasne. Proces trwał 3 lata. Sprawa winy budziła kontrowersje, jednak sąd w Królewcu zatwierdził wyrok. Przed spaleniem skazaną uduszono.
W roku 1910 w firmie Friedrich Fest w Reszlu wyprodukowano samolot według projektu inżyniera Bloessa z Kętrzyna. Maszyna była jednopłatowcem z silnikiem o mocy 50 KM.

### W Polsce powojennej

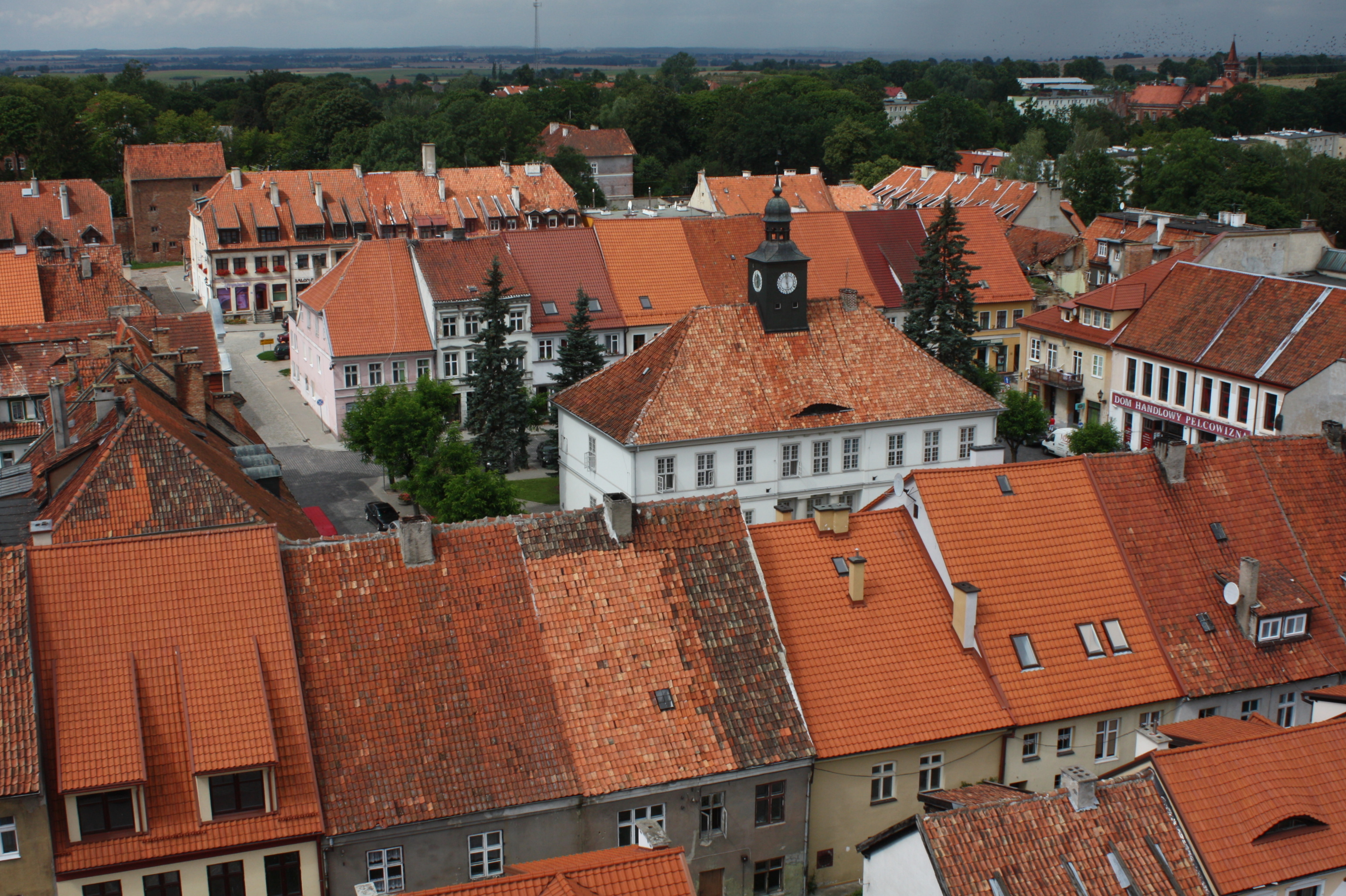
Widok na miasto oraz rynek z ratuszem z wieży zamkowej

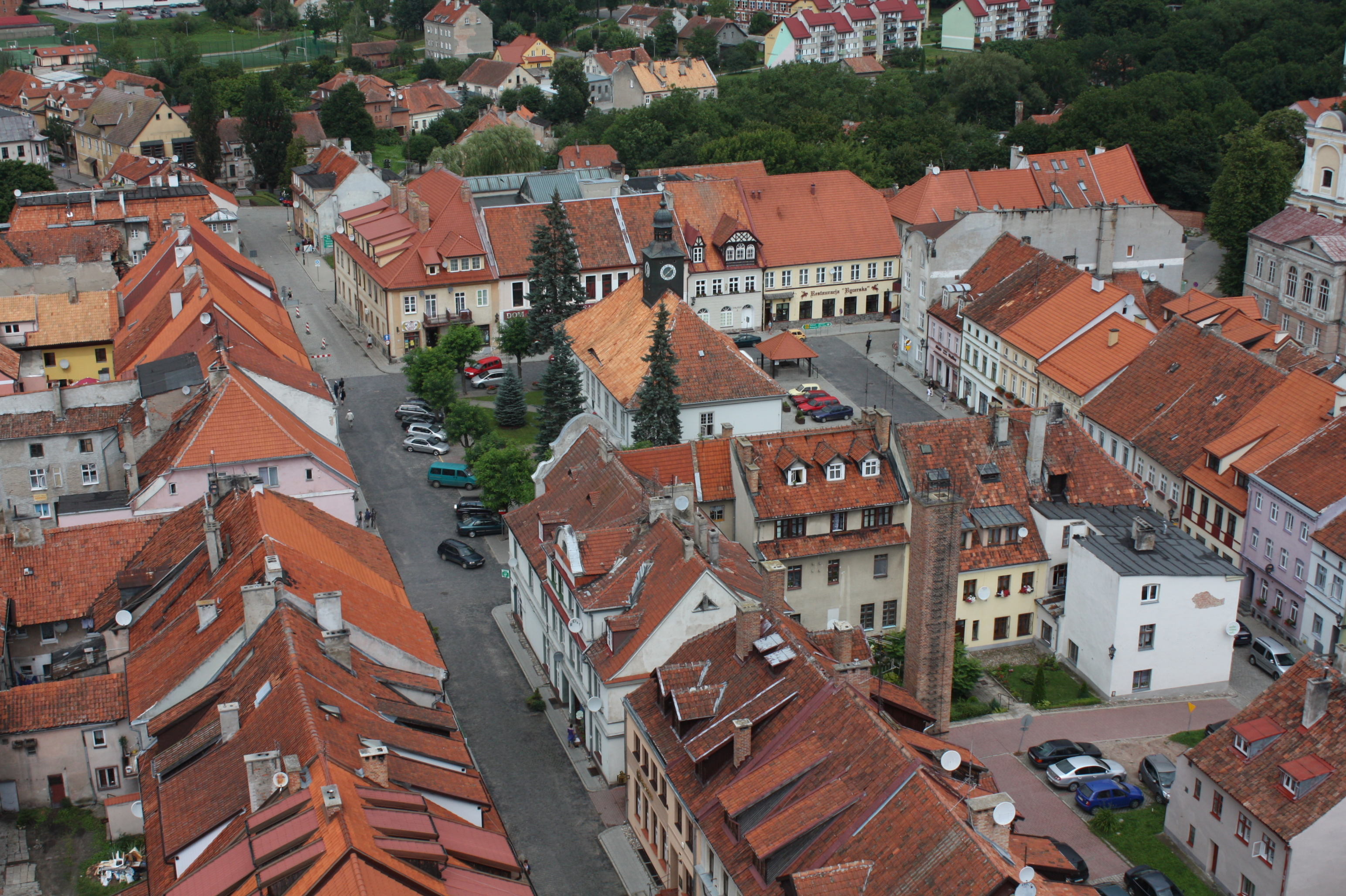
...i z wieży kościoła farnego

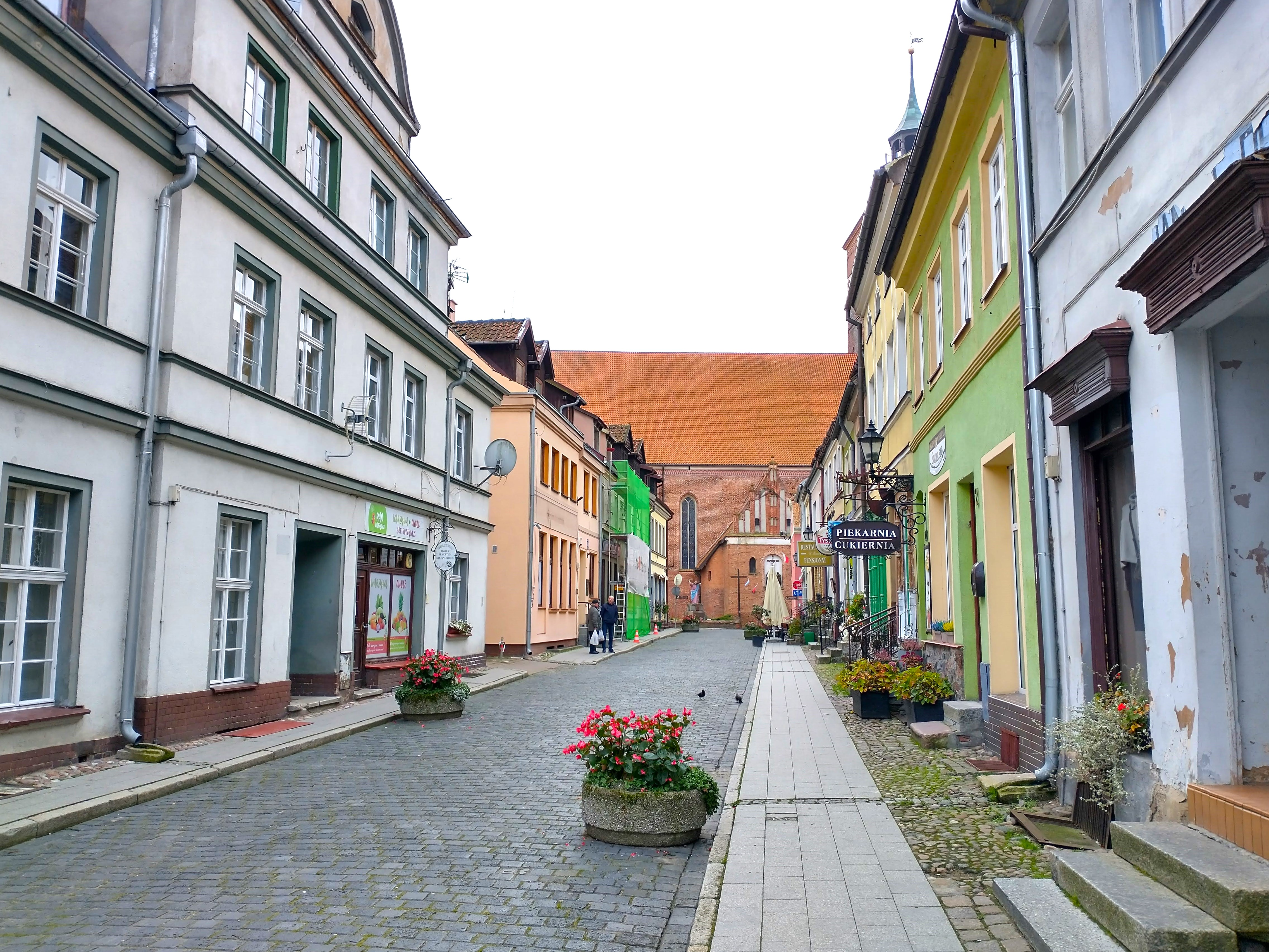
Jedna z uliczek Starego Miasta

Siły niemieckie zostały wyparte z miasta w 1945 roku przez jednostki II i III Frontu Białoruskiego Armii Czerwonej. W wyniku II wojny światowej, podczas której miasto nie doznało większych zniszczeń, Reszel został włączony administracyjnie do nowo powstałego województwa olsztyńskiego. 7 maja 1946 zatwierdzono administracyjnie obecną nazwę.
Dużą rolę w powojennym odrodzeniu Reszla odegrał przewodniczący Rady Miejskiej (dziś odpowiednik burmistrza) – Wiktor Dzierżanowski, za którego krótkiej kadencji powstało m.in. połączenie kolejowe do Sątop (otwarcie 20 lipca 1958). W 1958 r. stał się znany w Polsce z powodu oszczerczego procesu i wyroku więzienia. W następnych dziesięcioleciach rozebrano ponad 30 zabytkowych budynków w obrębie starego miasta. Jeden z dwóch ostatnich dziewiętnastowiecznych spichrzów (ul. Spichrzowa) zburzony został w 1985. Prace rekonstrukcyjne zamku i historycznej zabudowy miasta rozpoczęły się w 1956, remont generalny zamku został przeprowadzony w latach 1976–1985. W 1969 roku na ul. Bohaterów postawiono Pomnik Wdzięczności Armii Czerwonej. W latach 1975–1998 miasto administracyjnie należało do woj. olsztyńskiego.

## Demografia
Według danych z 1 stycznia 2011 r. powierzchnia miasta wynosiła 3,82 km².
Według danych z 31 grudnia 2012 r. miasto miało 4896 mieszkańców.

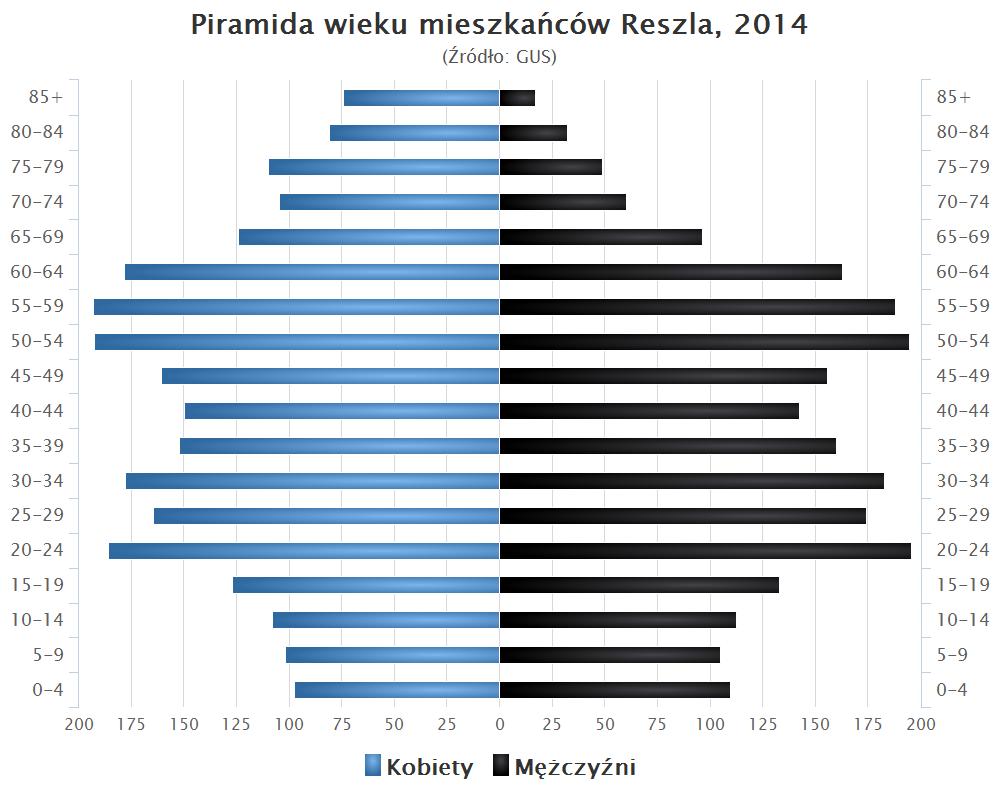
Piramida wieku mieszkańców Reszla w 2014 roku

## Zabytki

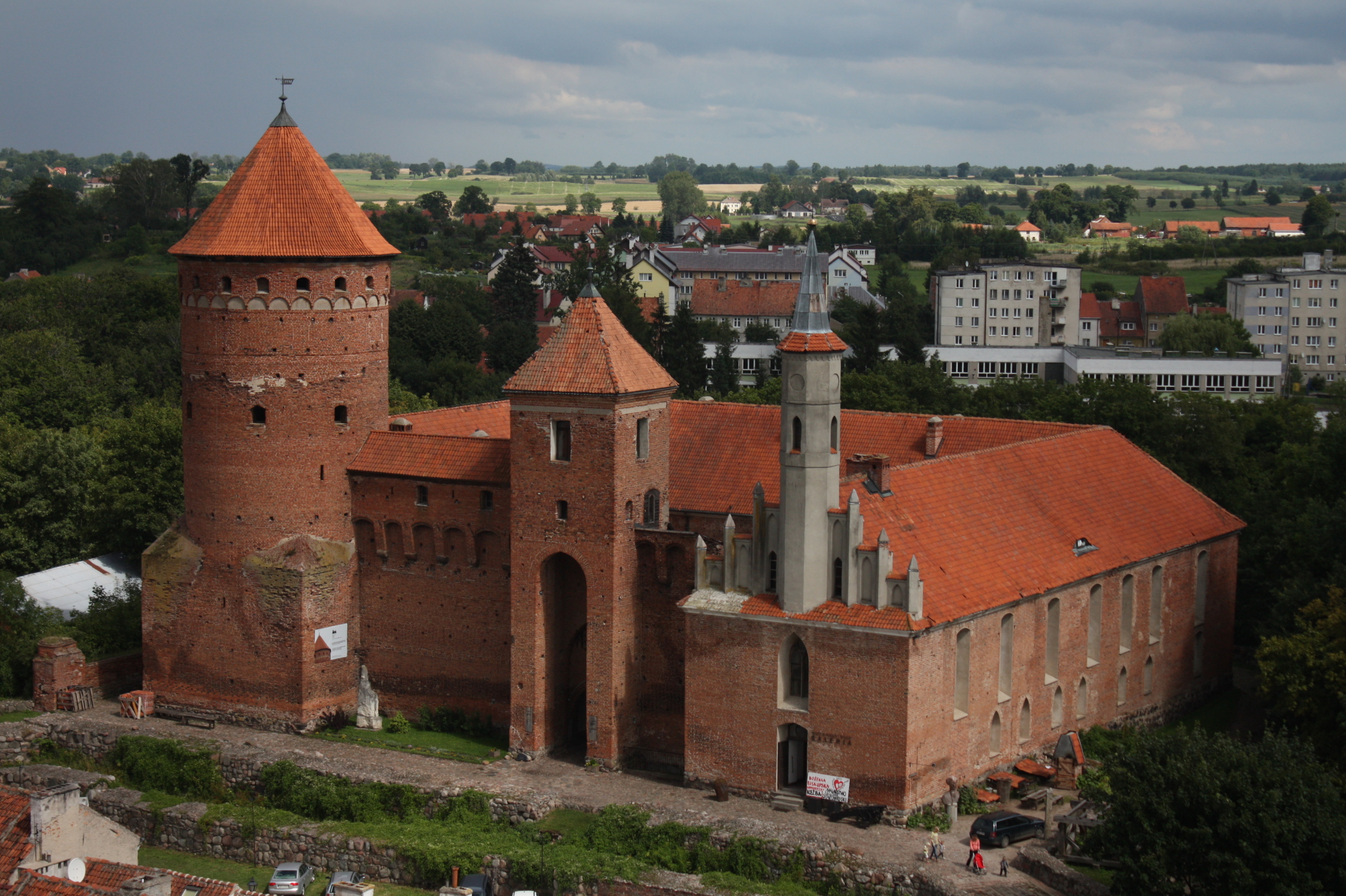
Zamek biskupów warmińskich

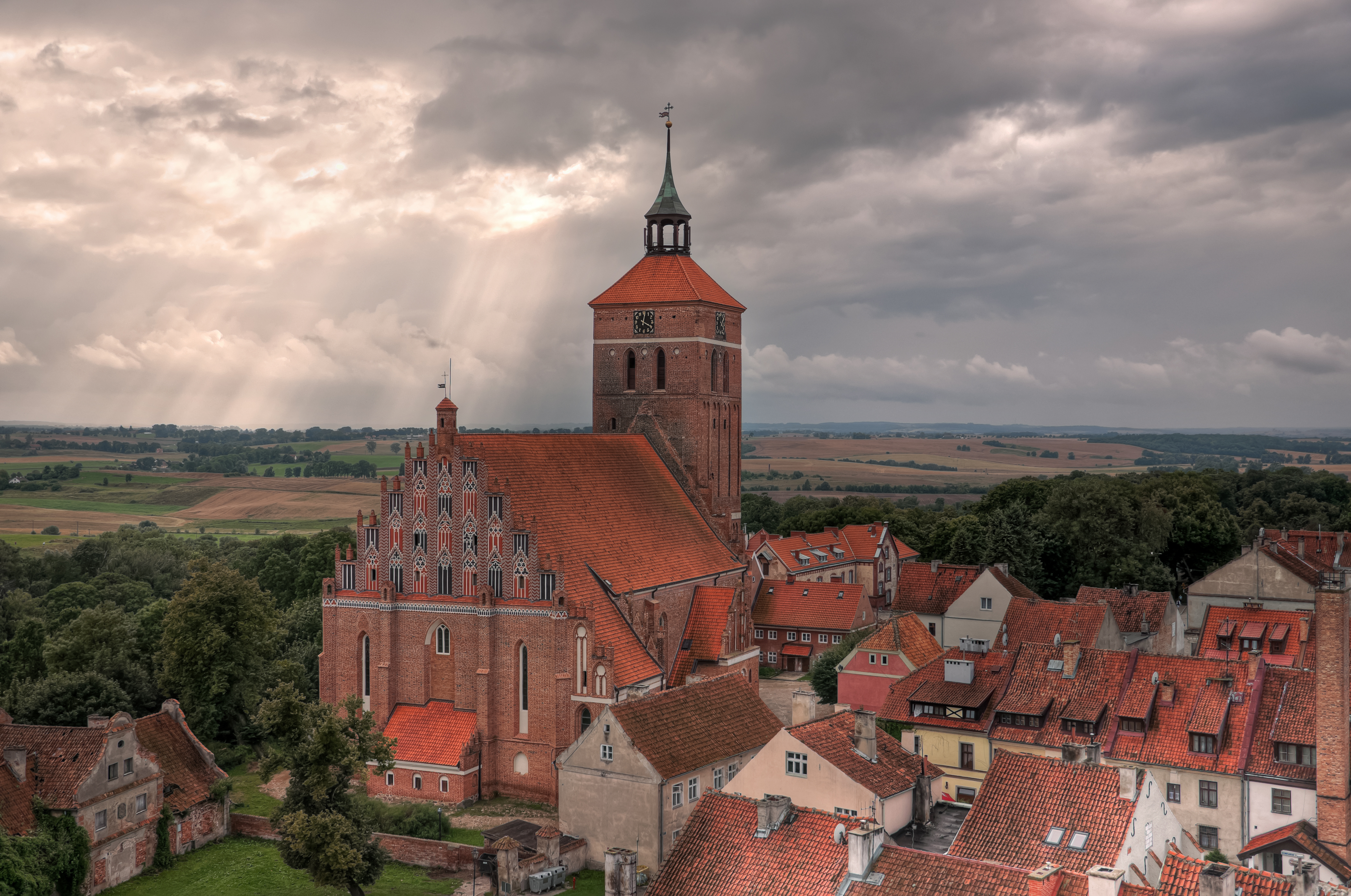
Widok na kościół farny z wieży zamkowej

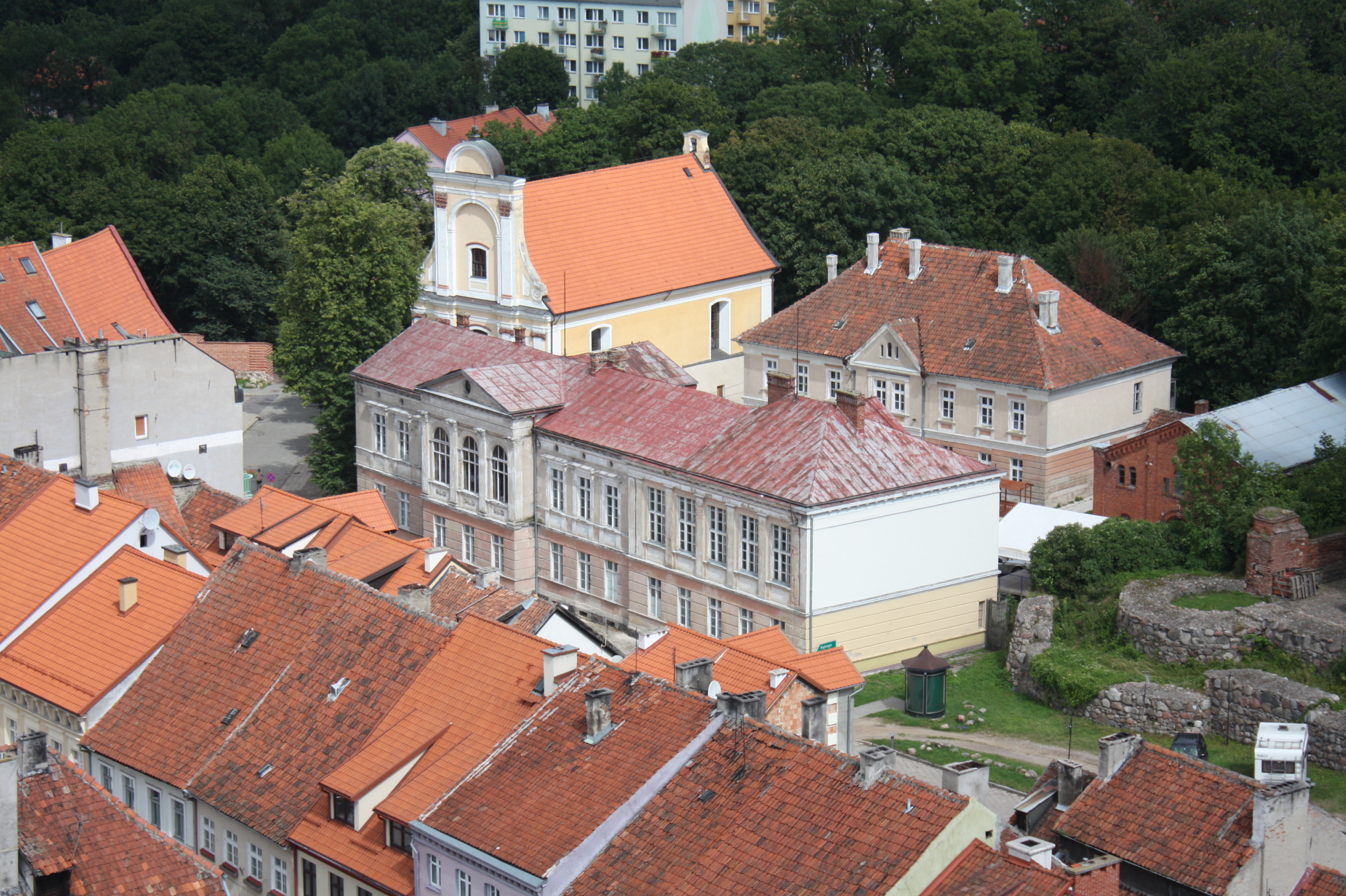
Dawne kolegium jezuickie i kościół pojezuicki

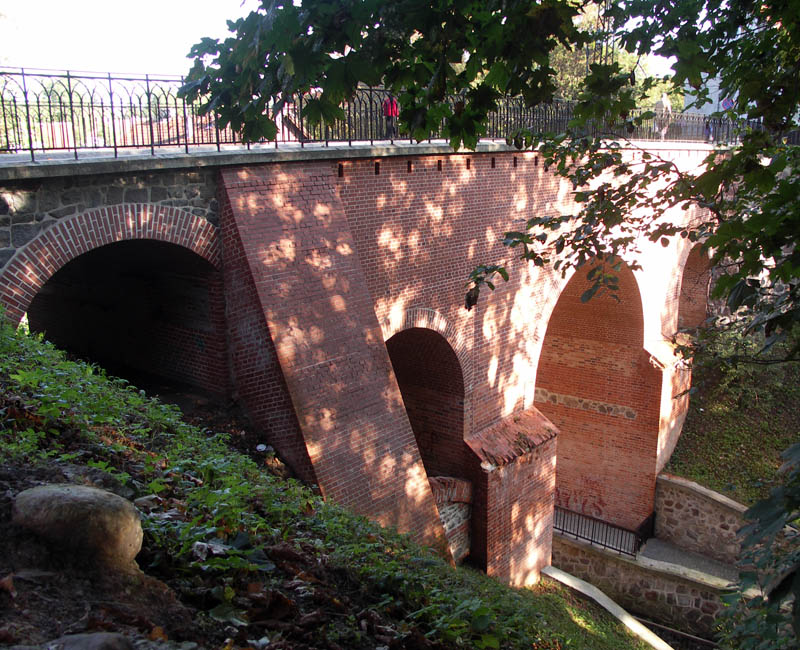
Most gotycki

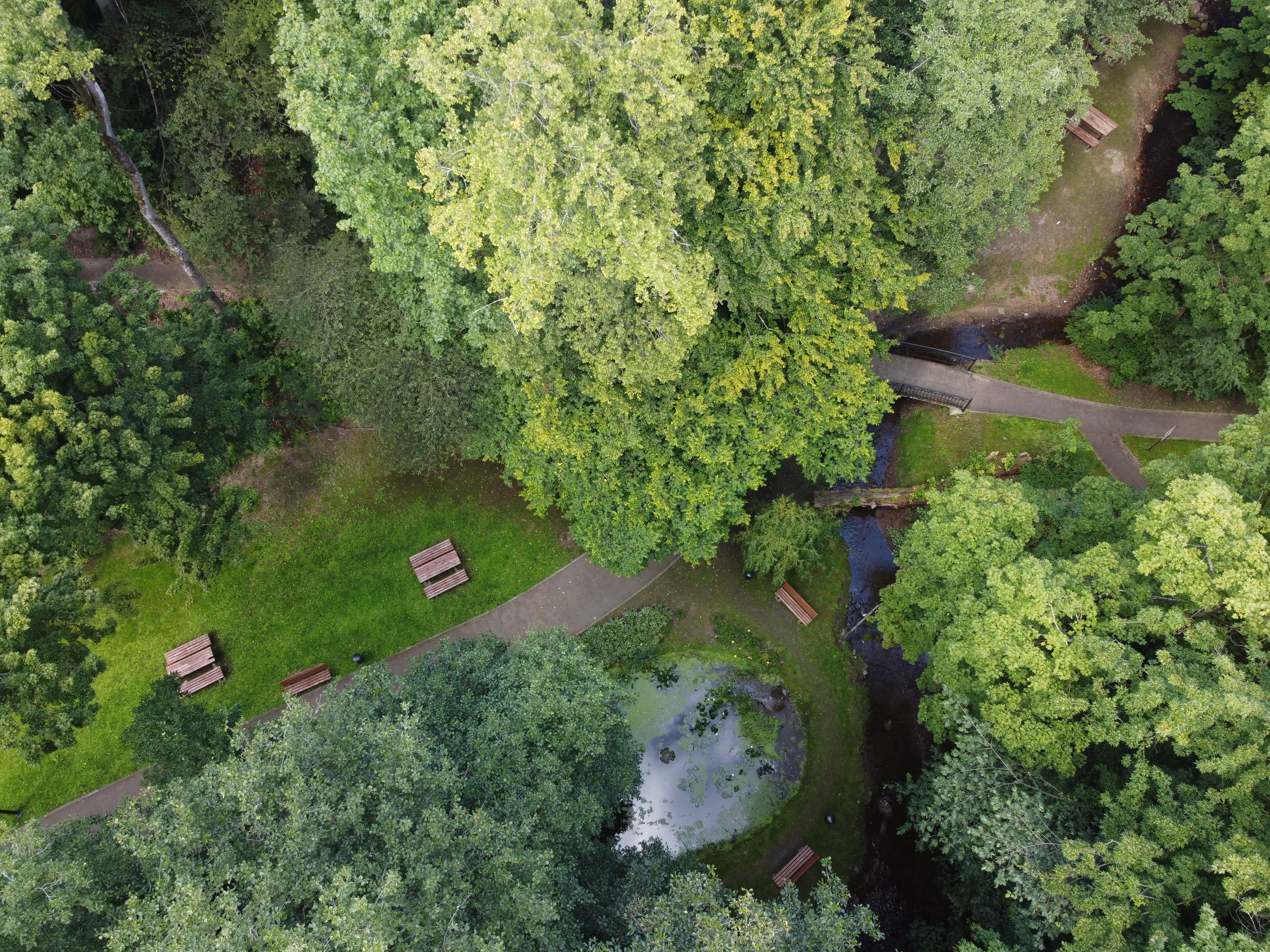
Park miejski

- Zamek biskupów warmińskich – zbudowany w latach 1350–1401, na planie kwadratu, z dziedzińcem wewnętrznym i krużgankami. Część mieszkalna znajdowała się w skrzydłach południowym i wschodnim, pozostałe boki zamykał mur kurtynowy. W narożniku północno-zachodnim znajduje się wieża obecnie nakryta dachem, wcześniej zwieńczona była blankami. Wieża bramna z zachowanymi do dzisiaj prowadnicami bron znajduje się w zachodniej części zamku. Drewnianą strażnicę krzyżacką wzniesiono już około 1241 r.[13] Przebudowa przeprowadzona w latach 1505–1530 dostosowała umocnienia zamku do broni palnej. Wzniesiono dodatkowy mur obronny z bastejami od strony północnej i zachodniej. Umocnienia zamku połączono z umocnieniami miasta. W 1648 i 1704 zamek został dwukrotnie splądrowany przez wojska szwedzkie. Rozebrano też w tym czasie część murów obronnych. Po I rozbiorze Polski został zamieniony na więzienie. Dwa pożary w pierwszych latach XIX w. spowodowały zniszczenia m.in. wieży głównej. Obiekt został opuszczony na kilkanaście lat. W 1822 przekazano go gminie ewangelickiej, która poczyniła w nim kolejne prace remontowe. Przebudowano skrzydło południowe na zbór, zmieniono elewacje m.in. dobudowano szczyt z sygnaturką. Rozebrano krużganki, a w skrzydle wschodnim umieszczono szkołę. W 1931 dokonano odbudowy wież zamkowych, w salach utworzono muzeum. Gruntowny remont został przeprowadzony w latach 1976–1985. Obecnie w zamku znajduje się hotel, a miejscu dawnej kaplicy ewangelickiej powstała w latach osiemdziesiątych galeria sztuki współczesnej.
- Kościół farny pw. św. Piotra i Pawła – budowę rozpoczęto w 1348 (lub po 1360[14]), wzmiankowany w dokumentach w 1402 początkowo była to trójnawowa hala bez prezbiterium, z okazała wieżą od strony zachodniej oraz zakrystia i kruchtą od strony północnej. Kościół uległ znacznemu zniszczeniu w pożarze z 1774. Kolejny pożar zniszczył odbudowany kościół w 1806 – spłonęły m.in. obrazy. Kolejna odbudowę poprowadzono pod nadzorem miejscowego architekta – Joachima Sadrozińskiego, który zaprojektował także nowy hełm wieży z latarnią (1837). Wnętrze ponownie wyposażono w latach 1822–1843. Wykonawcami sprzętów byli miejscowi rzemieślnicy: Wilhelm i Karol Ludwig Biereichelowie. W ołtarzu głównym znajduje się obraz patronów kościoła, autorstwa Antoniego Jana Blanka (1785-1844), który był profesorem sztuk pięknych na Uniwersytecie Warszawskim, a pochodził z Warmii. Do 1945 w kościelnym skarbcu przechowywano kilka wartościowych, gotyckich sprzętów liturgicznych, w tym krzyż relikwiarzowy z ok. 1400, relikwiarz św. Piotra z XVI w., kielich ufundowany przez biskupa Łukasza Watzenrodego z ok. 1500. W kościele jest możliwość wejścia na zabytkową wieżę widokową o wysokości 51,2 metra[15]. Można w niej zobaczyć zabytkowy mechanizm zegara (1913) oraz dzwony kościelne.
- Cerkiew pw. Przemienienia Pańskiego z XVIII w. (do zmiany tytułu w 1963 – kościół pw. św. Krzyża, zwany także gimnazjalnym)
- Gotyckie mosty (murowane z cegły) nad Sajną: Rybacki XIV w. (przy nim była miejska Brama Rybacka), Niski oraz trzeci most z XIV w. (w znacznej części obsypany ziemią, który przechodził przez zasypaną fosę biegnącą niegdyś po zachodniej stronie starego miasta. Most ten chroniła Brama Wysoka)[potrzebny przypis]. Prawdopodobnie gotyckie są elementy fundamentów, nad którą była konstrukcja drewniana, aż do przebudowy w XIX wieku w stylu neogotyckim[potrzebny przypis].
- Fragment murów obronnych z XIV w.
- Spichlerz o konstrukcji ryglowej z XVIII w.
- Kolegium pojezuickie z końca XVIII w[16]
- Klasztor ss. katarzynek (obecnie ss. misjonarek Świętej Rodziny) z pocz. XVII w. przebudowany w XIX w.
- stara plebania – rezydencja archiprezbitera z XV w.[17], przebudowywana ok. 1700 r., także w XIX w.
- klasycystyczny ratusz z XIX w.
- Trakt pielgrzymkowy z Reszla do Świętej Lipki – drogą z Reszla do Świętej Lipki, o długości ok. 6 km, już od XV w. szli pątnicy w „łosierach” do sanktuarium maryjnego. Po hołdzie pruskim trakt łączył katolicką Warmię z protestanckimi Mazurami. W czasach biskupa Krzysztofa Jana Szembeka, w latach 1733–1735, zostały wybudowane po obu stronach traktu barokowe kapliczki różańcowe. Wzdłuż alei rosną lipy. Zarówno kapliczki, jak i lipy wpisane są do rejestru zabytków.
- Park miejski – zabytkowy park z początków XX wieku okala stare miasto od strony zamku. Przez park płynie rzeka Sejna[18][19][20].

## Gospodarka
W okresie PRL-u w mieście znajdowała się fabryka maszyn dla leśnictwa.

## Sport
W mieście działa klub piłkarski Orlęta Reszel.

## Wspólnoty wyznaniowe

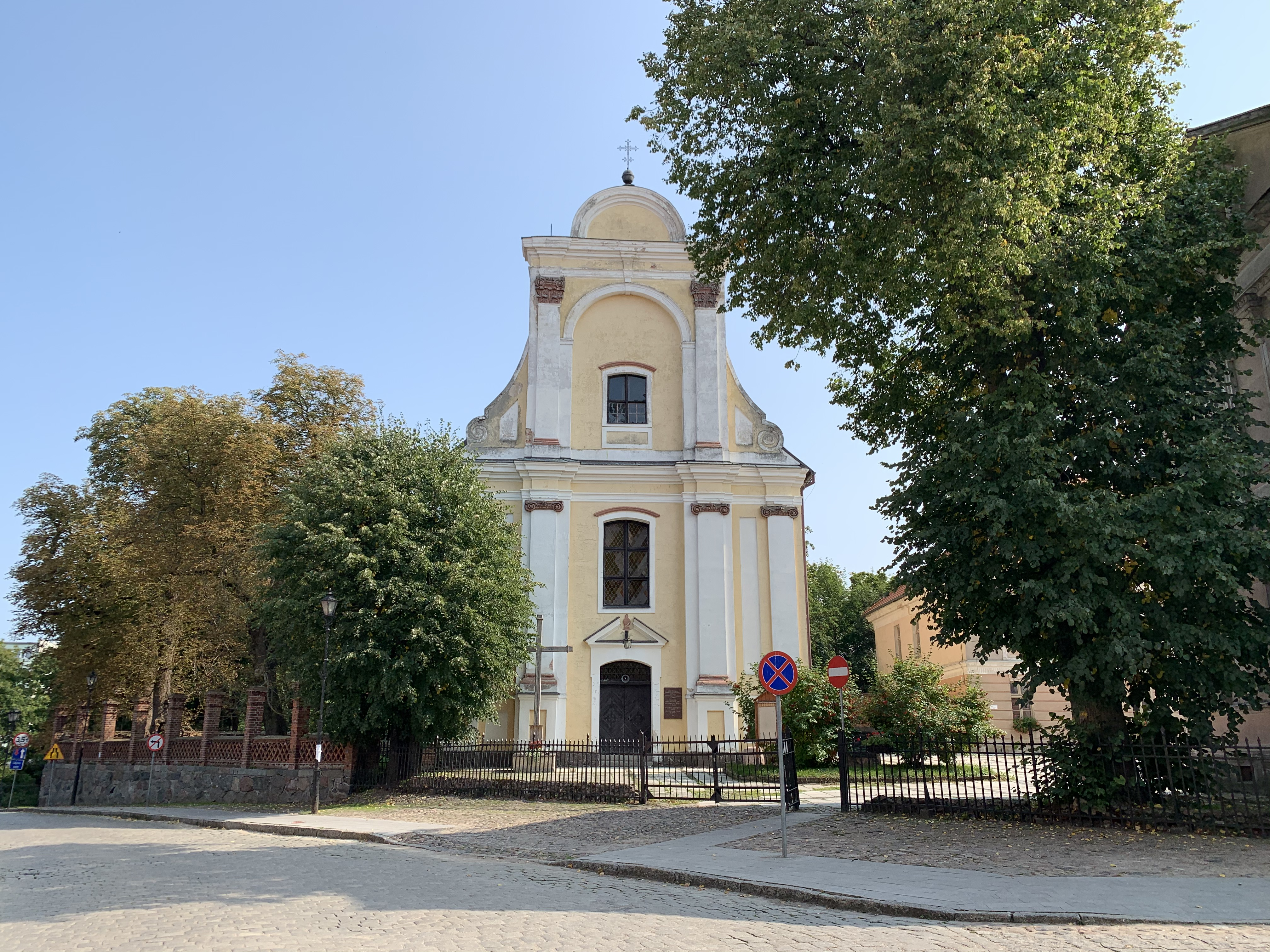
Cerkiew greckokatolicka Przemienienia Pańskiego

- Kościół greckokatolicki – parafia Przemienienia Pańskiego[22]
- Kościół rzymskokatolicki – parafia Świętych Apostołów Piotra i Pawła[23]

## Współpraca międzynarodowa

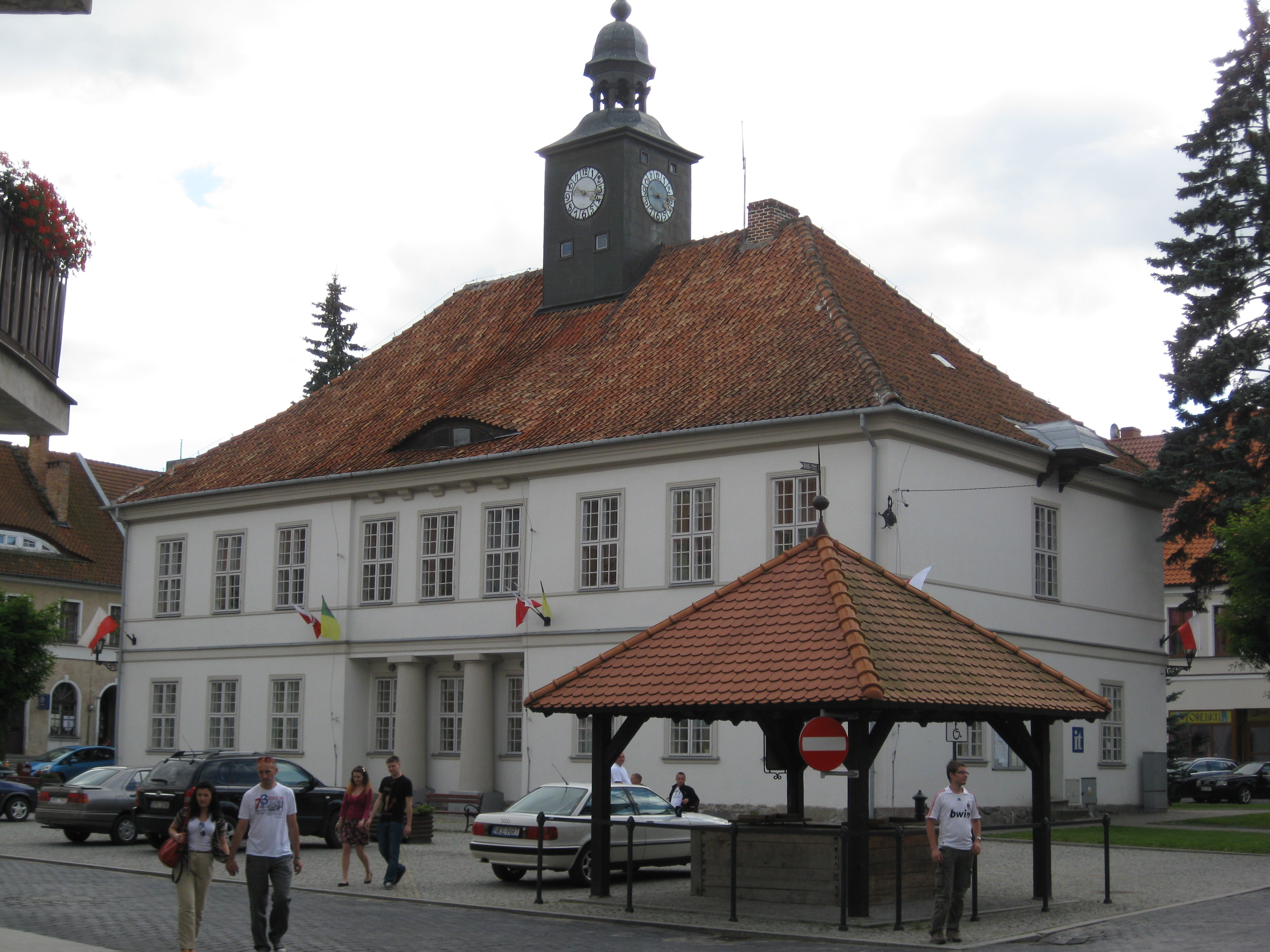
Ratusz w Reszlu

Miasta i gminy partnerskie:
- Jaszuny
- Jemnice
- Raabs an der Thaya
- Legden

### Przynależność do Cittàslow
Reszel jest pierwszym w Polsce miastem, które przystąpiło do Międzynarodowego Stowarzyszenia Miast Cittàslow. Rada Miejska uchwaliła decyzję w 2004 r. 15 listopada 2005 r. na zamku w Reszlu został podpisany list intencyjny dotyczący utworzenia krajowej sieci miast Cittaslow. Sygnatariuszami listu zostali ze strony polskiej: Marszałek Województwa Warmińsko-Mazurskiego oraz Burmistrzowie Miast i Gmin z Warmii: Reszla, Lidzbarka Warmińskiego, Biskupca i Bisztynka, a ze strony Międzynarodowej Sieci Miast Cittaslow Przewodniczący Roberto Angelucci. W roku 2009 Stowarzyszenie Kulturalne w Reszlu wspólnie z Biurem Polityki Jakości Urzędu Marszałkowskiego w Olsztynie zorganizowało I Festyn Miast Cittaslow, na którym odbyła się konferencja naukowa oraz impreza festynowa z udziałem miast członków krajowej sieci Cittaslow. Kolejny festyn odbył się w Reszlu w roku 2010. W roku 2011 festyn organizowany był Lidzbarku Warmińskim połączony ze Zgromadzeniem Międzynarodowym Miast Sieci Cittaslow.

## Transport
Przez miasto przechodzą drogi:

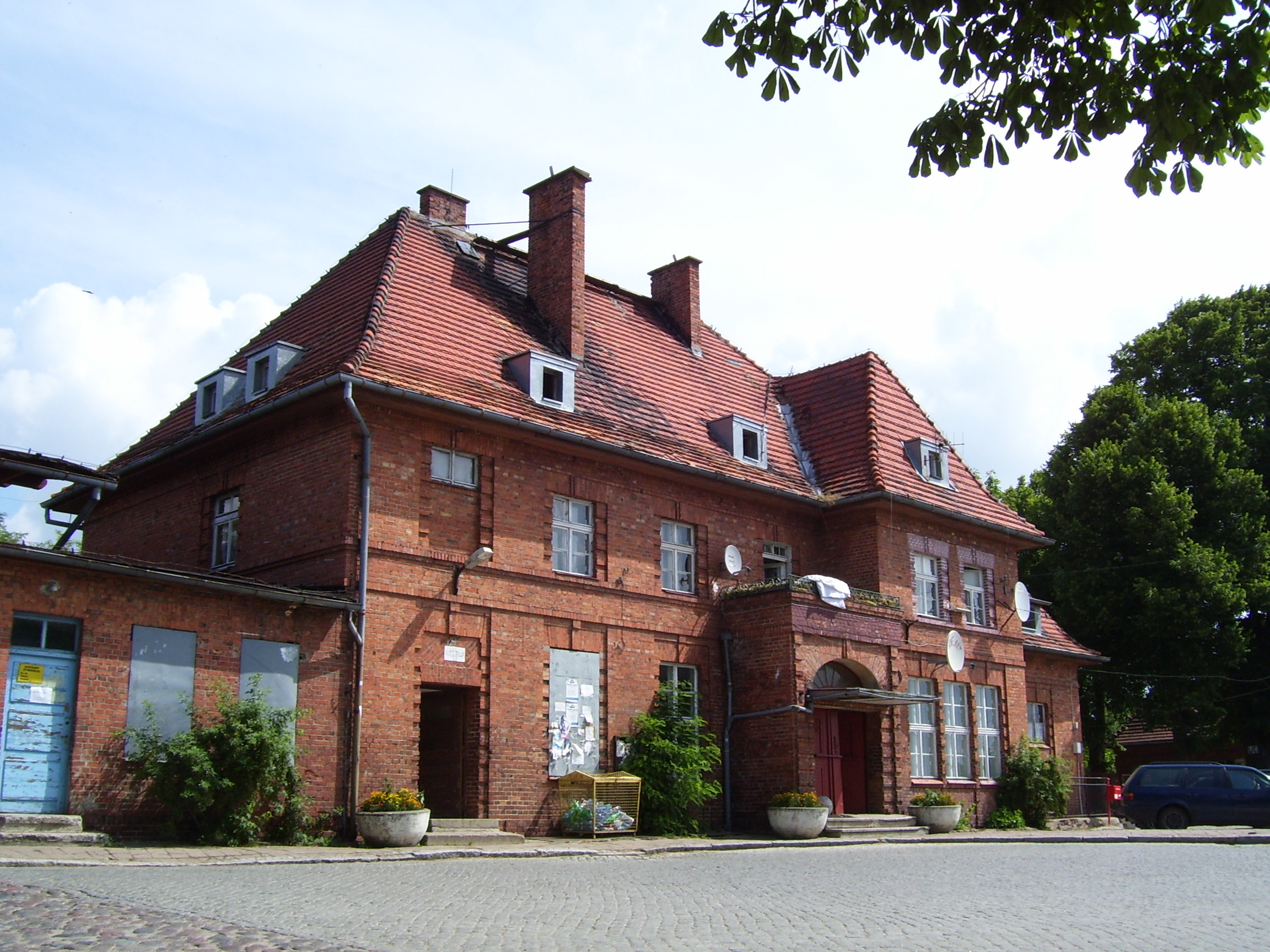
Dworzec kolejowy (nieczynny)

- 590: Barciany – Korsze – Reszel – Biskupiec
- 593: Miłakowo – Dobre Miasto – Jeziorany – Reszel
- 594: Bisztynek – Reszel – Święta Lipka – Kętrzyn

W mieście znajduje się stacja kolejowa, obecnie nieczynna.

## Honorowi obywatele Reszla
- Paul von Hindenburg – Honorowy Obywatel Miasta Reszel (1915)
- Izabella Sikorska Ulfik – Honorowy Obywatel Miasta Reszel (2002)
- Kazimierz Górski – Honorowy Obywatel Miasta Reszel (2002)
- Franciszek Andrzej Bobola Starowieyski – Honorowy Obywatel Miasta Reszel (2007)
- Maria Pier-Bohne – Honorowy Obywatel Miasta Reszel (2012)
- Alfons Siemetzki – Honorowy Obywatel Miasta Reszel (2012)
- Stanislav Brada – Honorowy Obywatel Miasta Reszel (2012)